# Eli (juiz de Israel)
Eli ou Heli (em hebraico: עלי‎, moderno: ʻElī, tiberiano: ʻĒlī, lit. "Elevado" ou "acima"; em grego: Ἠλί, Ēli; Latim: Heli), foi um sumo sacerdote e o penúltimo juiz de Israel. Filho de Jafné, Eli aparece na Bíblia descrito como pai de Hofni e Fineias, a observar a oração de Ana. Morreu aos 98 anos quebrando o pescoço ao cair da cadeira após receber a notícia que os filisteus haviam tomado a arca da aliança e matado seus filhos. Eli julgou a Israel por 40 anos.

## No samaritanismo
Segundo as crônicas samaritanas, Eli era filho de Jafné, da família de Itamar, filho de Aarão. Por questões políticas ele usurpou o sacerdócio pois era um ancião com grande influência entre os governantes do povo. Uzi era o verdadeiro sumo-sacerdote que haveria de suceder Buqui. Uzi era jovem e por este motivo Eli não aceitava estar sob a autoridade dele. Eli por sua falta de zelo executou um sacrifício incorreto (faltando sal), o que fez com que a presença de Deus sobre o tabernáculo desaparecesse. Eli abandonou o monte Gerizim e então partiu para Siló e lá montou um novo tabernáculo com utensílios falsos, o que incluía uma outra arca (a qual atraia maldições). E com o livro de Balaão passou a praticar bruxarias e encantamentos e a sacrificar aos ídolos sobre o monte Ebal, dessa forma levando muitos ao caminho do erro. Foi por esta causa que veio a fome a as guerras contra Israel nos anos seguintes conforme já havia sido profetizado por Moisés.